# Vaux-sur-Sûre
Pour les articles homonymes, voir Vaux et Sûre.
Vaux-sur-Sûre (en wallon Li Vå-so-Seure) est une commune francophone de Belgique située en Région wallonne dans la province de Luxembourg.

## Toponymie
Welschenhausen, Welkenhausen (1354).

## Géographie
La commune tient son nom de la rivière Sûre qui y prend sa source, la traverse et devient un cours d’eau important du Luxembourg avant de se jeter dans la Moselle.
Le village est traversé d’ouest en est par la Sûre et par la route nationale 85. Il est bordé au sud-est par l'autoroute A26/E25.

### Localités

#### Sections
Au 1er janvier 1971,la fusion spontanée entre Morhet, Nives et Vaux-lez-Rosières est effective formant ainsi la commune de Vaux-sur-Sûre (officialisation dans l'arrêté royal du 20 juin 1970).
Lors de la fusion des communes de 1977, la nouvelle entité est formée des sections de Hompré, Juseret, Sibret et Vaux-sur-Sûre.
| # | Nom               | Superf. (km2) | Habitants (2020) | Habitants par km2 | Code INS |
| - | ----------------- | ------------- | ---------------- | ----------------- | -------- |
| 1 | Vaux-lez-Rosières | 7,83          | 813              | 104               | 82036A   |
| 2 | Nives             | 18,49         | 544              | 29                | 82036B   |
| 3 | Morhet            | 21,12         | 991              | 47                | 82036C   |
| 4 | Hompré            | 34,16         | 986              | 29                | 82036D   |
| 5 | Sibret            | 30,49         | 1.462            | 48                | 82036E   |
| 6 | Juseret           | 23,52         | 938              | 40                | 82036F   |

#### Hameaux
La commune compte aussi une vingtaine de petits villages et hameaux : Assenois, Belleau, Bercheux, Chaumont, Chenogne, Clochimont, Cobreville, Grandru, Jodenville, La Barrière, Lavaselle, Lescheret, Mande-Sainte-Marie, Morhet-Station, Poisson-Moulin, Remichampagne, Remience, Remoiville, Rosières, Salvacourt, Sûre, Villeroux.

### Communes limitrophes
| Sainte-Ode         |               | Bastogne   |
| Libramont-Chevigny | Vaux-sur-Sûre |            |
| Neufchâteau        | Léglise       | Fauvillers |

## Démographie

### Évolution démographique de la commune fusionnée
En tenant compte des anciennes communes entraînées dans la fusion de communes de 1977, on peut dresser l'évolution suivante:
Les chiffres des années 1831 à 1970 tiennent compte des chiffres des anciennes communes fusionnées.
- Source: DGS , de 1831 à 1981=recensements population; à partir de 1990 = nombre d'habitants chaque 1er janvier[4]

## Histoire
Au cours de la Seconde Guerre mondiale, le 11 mai 1940, lendemain du déclenchement de la campagne des 18 jours, Vaux est prise par les Allemands de la Panzer-Aufklärung-Abteilung 37, unité de reconnaissance de la 7e Panzerdivision qui a pour objectif de traverser la Meuse au niveau de Dinant.

## Armoiries
|  | La commune reçut en 1991 l’autorisation de faire usage d’armoiries. Il s’agit des armoiries historiques des seigneurs de Cobreville. Blasonnement : D'or, à la face d'azur chargée du champ de trois coquilles d'or, accompagnée en chef de trois merlettes rangées de sable, et en pointe de deux couleuvres entortillées de sable, posées en sautoir et adossées. - Délibération communale : 1 juillet 1982 - Arrêté de l'exécutif de la communauté : 18 décembre 1991 Source du blasonnement : Lieve Viaene-Awouters et Ernest Warlop, Armoiries communales en Belgique, Communes wallonnes, bruxelloises et germanophones, t. 2 : Communes wallonnes M-Z, Communes bruxelloises, Communes germanophones, Bruxelles, Dexia, 2002. |

## Politique et administration

### Conseil et collège communal 2024-2030
| Collège communal   |                  |                           |
| ------------------ | ---------------- | ------------------------- |
| Bourgmestre        | Yves Besseling   | MR - Bourgmestre          |
| 1er Échevin        | Patrick Notet    | MR - Bourgmestre.         |
| 2e Échevin         | Olivier Leyder   | Bourgmestre               |
| 3e Échevine        | Valentine Grogna | Bourgmestre               |
| 4e Échevin         | René Reyter      | Les Engagés - Bourgmestre |
| Présidente du CPAS | Pascale Lamoline | Bourgmestre               |

### Jumelage
Vaux-sur-Sûre est jumelée avec  Vaux (Allier) (France)

### Sécurité et secours
La commune fait partie de la zone de police Centre Ardenne pour les services de police, ainsi que de la zone de secours Luxembourg pour les services de pompiers. Le numéro d'appel unique pour ces services est le 112.

## Patrimoine et culture

### Patrimoine architectural
- L’église Saint-Bernard[7].
- Le patrimoine immobilier classé.

## Galerie

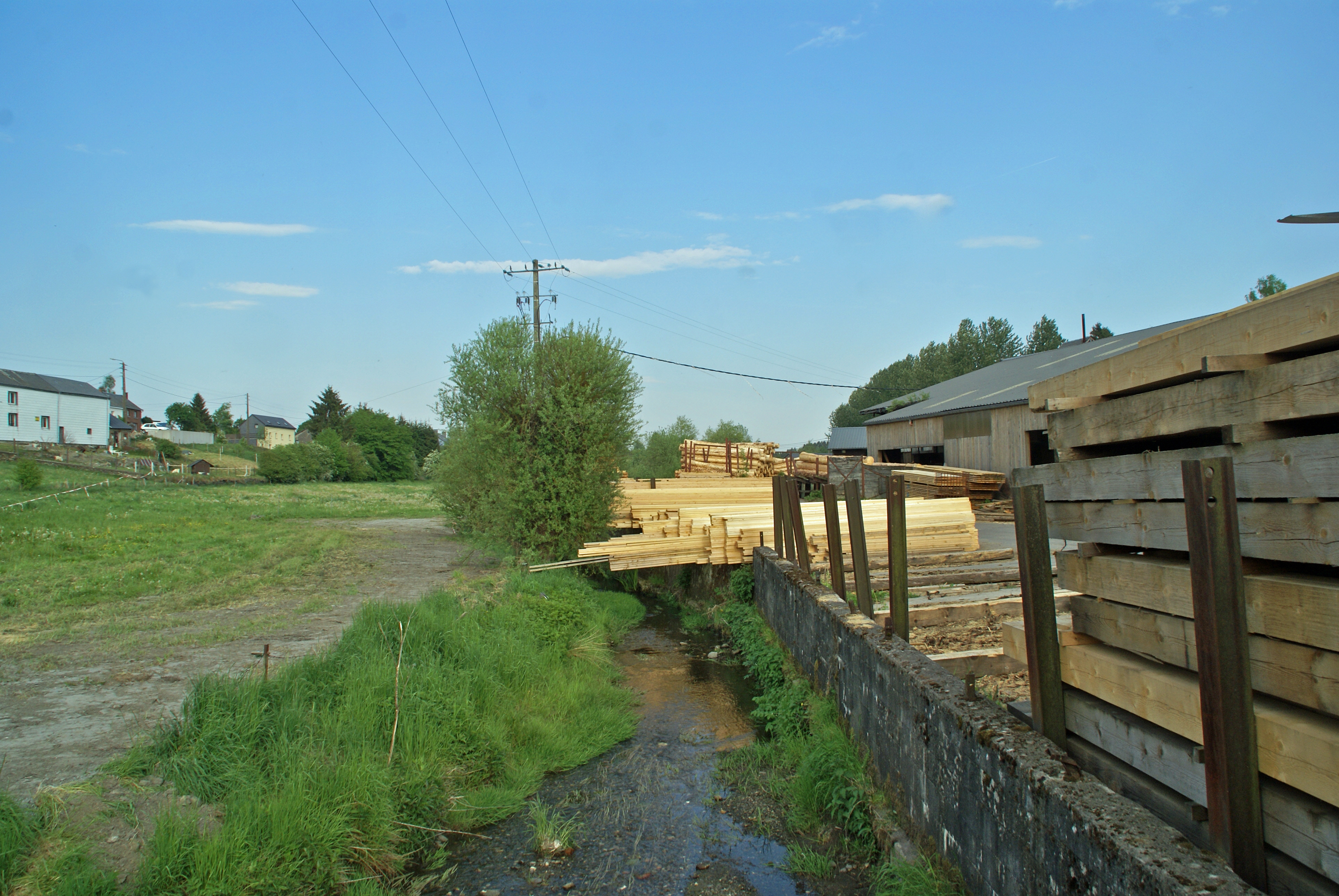
La scierie au bord de la Sûre.
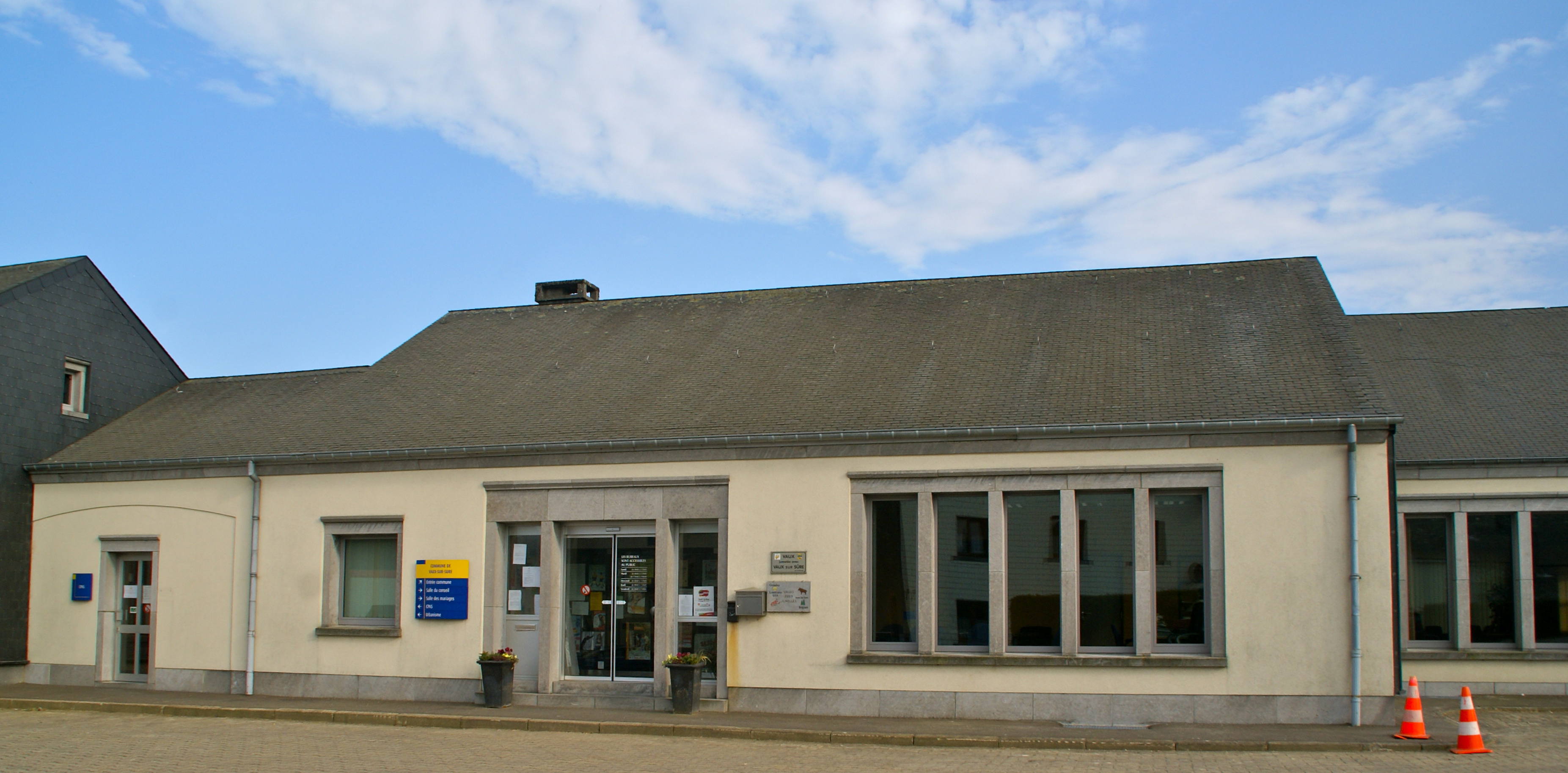
La maison communale.
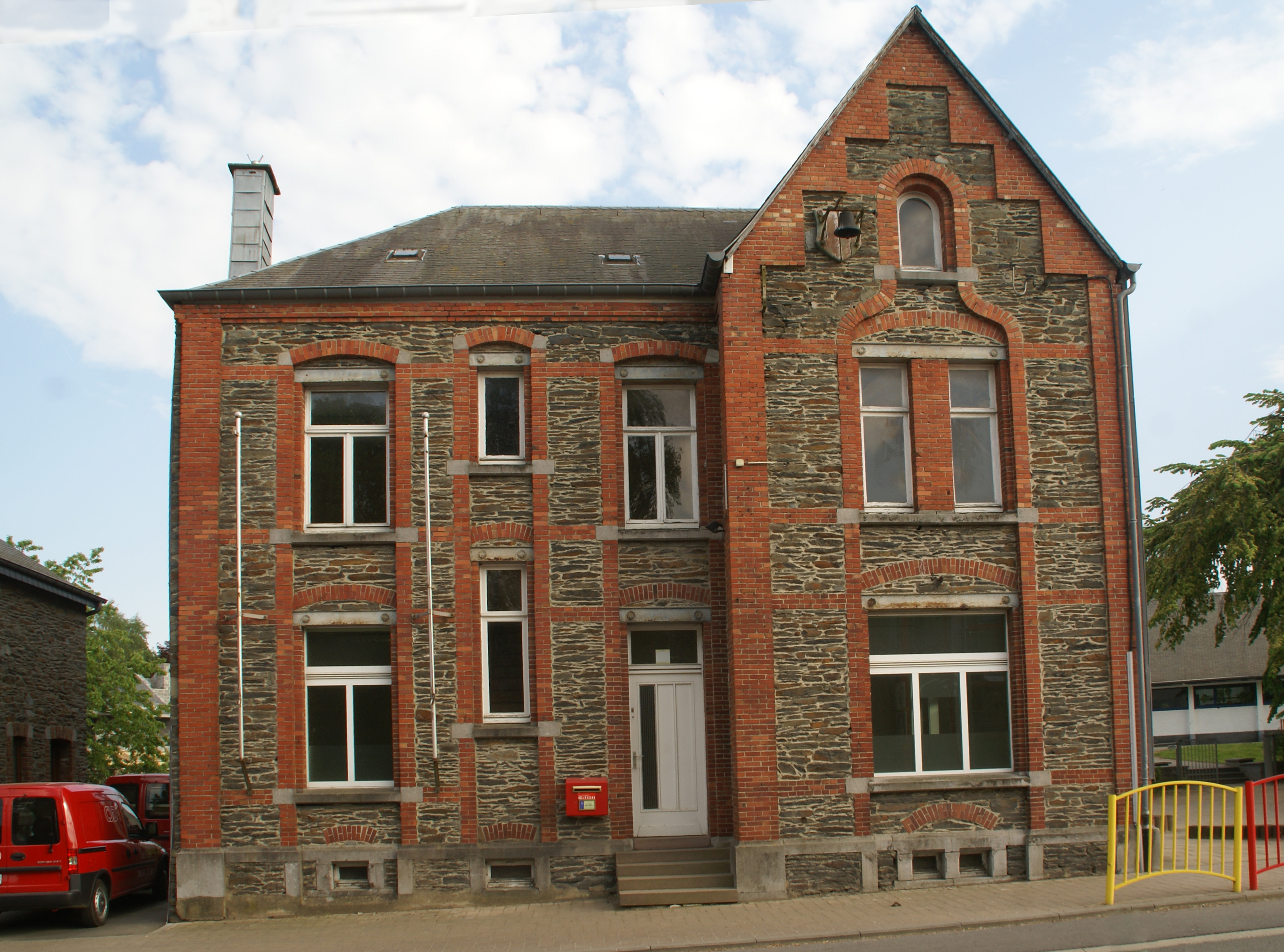
La poste.
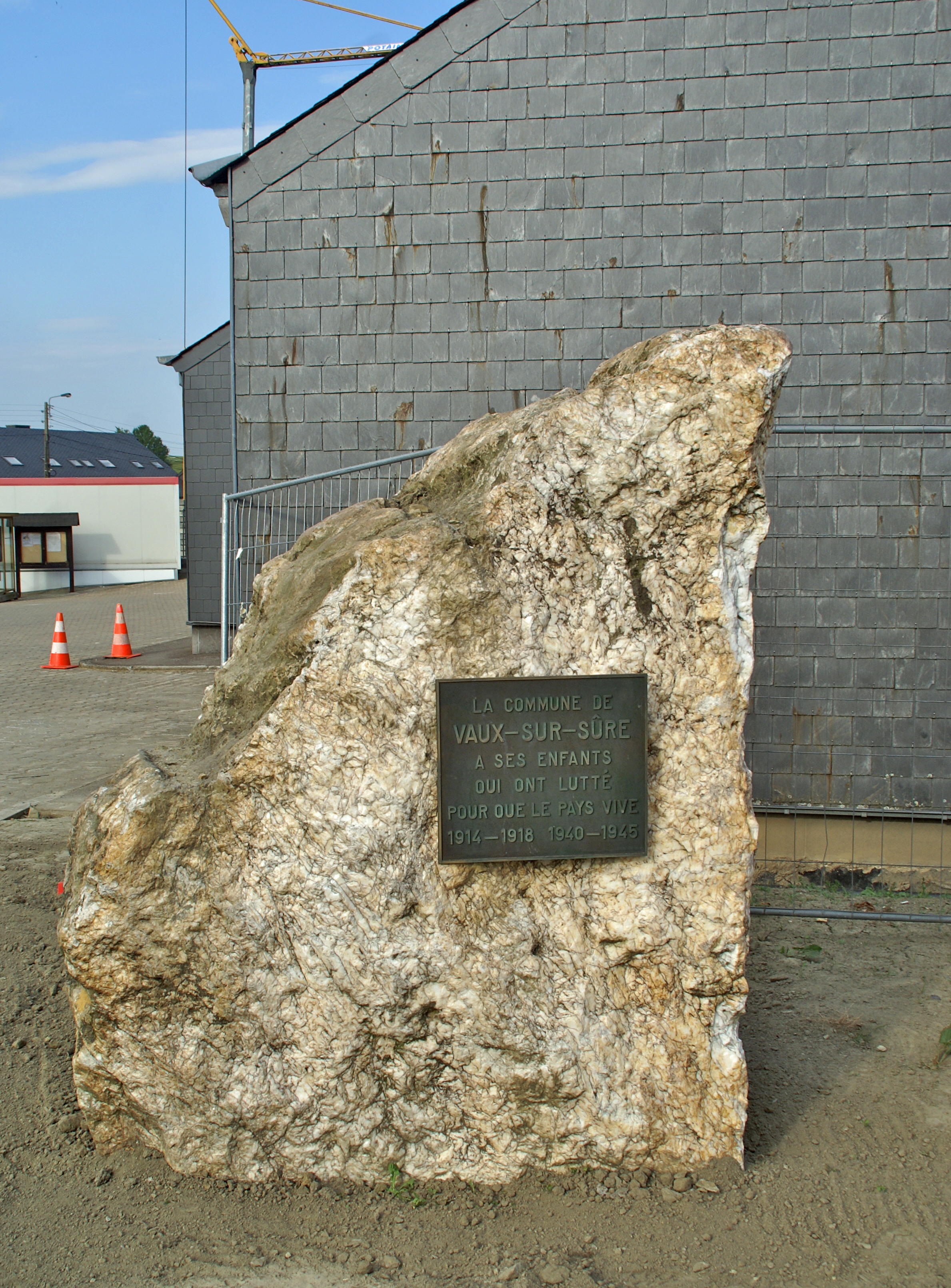
Monument aux victimes des deux guerres mondiales.